# Amphilectus hispidulus
Amphilectus hispidulus är en svampdjursart som beskrevs av Ridley 1884. Amphilectus hispidulus ingår i släktet Amphilectus och familjen Esperiopsidae.
Artens utbredningsområde är havet kring Australien. Inga underarter finns listade i Catalogue of Life.